# Finnsjösunden
Finnsjösunden är ett sund i Finland. Det ligger i landskapet Egentliga Finland, i den sydvästra delen av landet, 130 km väster om huvudstaden Helsingfors.
Finnsjösunden ligger mellan Finnsjölandet i väster och Kimitoön i öster. Den ansluter till Västanfjärdsviken i norr och Långholmsfjärden i söder. Farleden in till Västanfjärd går genom Finnsjösunden. En grundare och krokigare båtled till Västanfjärd går väster om Finnsjölandet.